# Harald Heinze (Politiker, 1941)
Harald Heinze (* 6. April 1941 in Bad Polzin) ist ein deutscher Kommunalpolitiker (SPD). Er war von 1982 bis 1991 Oberstadtdirektor der Stadt Dortmund.
Heinze ist seit 1962 Mitglied der SPD. 1969 wurde er in den Bundesvorstand der Jungsozialisten gewählt.
Heinze war in den Jahren 1977 bis 1982 Stadtkämmerer und danach Oberstadtdirektor der Stadt Dortmund. Seine besonderen Aufgaben sah er in der Modernisierung der Verwaltung und dem Strukturwandel der Stadt von der Montanindustrie zu einem modernen Dienstleistungszentrum. Gemeinsam mit der Universität Dortmund und der Industrie- und Handelskammer gründete er den Technologiepark Dortmund, der bis heute als einer der führenden Technologiezentren in Deutschland gilt. Im Jahr 1991 wechselte er zu den stadteigenen Stadtwerken, heute DSW21, deren Vorstandsvorsitzender er von Januar 1992 bis zum September 2006 war. Bundesweit bekannt wurde er 2003 durch die Übernahme der Gelsenwasser AG – gemeinsam mit den Stadtwerken Bochum –, deren Aufsichtsratsvorsitzender er bis 2006 war.
Nach seinem Ausscheiden aus öffentlichen Ämtern engagiert sich Heinze im kulturellen und sportlichen Bereich. 2008 konnte mit Spendengeldern eine eigene Spielstätte für die Dortmunder Kinderoper errichtet werden. Für die „Kulturhauptstadt Ruhr 2010“ organisierte er ein internationales A-Jugend Fußballturnier. Bei Borussia Dortmund hatte er von 2005 bis 2015 das Amt des stellvertretenden Aufsichtsratsvorsitzenden inne.
Im Jahr 2012 übernahm er für einen Übergangszeitraum von vier Monaten als Beauftragter der Landesregierung die Aufgaben des Rates der Stadt Dortmund, nachdem dieser kurzfristig aufgelöst worden war.